# Педро Бартоломе Бенуа Вандерхорст
Педро Бартоломе Бенуа Вандерхорст (ісп. Pedro Bartolomé Benoit Vanderhorst; 13 лютого 1921, Санта Барбара де Самана, Домініканська Республіка - 5 квітня 2012, Санто-Домінго, Домініканська Республіка) - домініканський військовий і бізнесмен, глава військової хунти Домініканської Республіки (1965)

## Біографія
Був військовим і землевласником. Став відомий в 1965 році, коли збройні сили США здійснили вторгнення в Домініканську Республіку, з метою повалення уряду Франсіско Кааманьйо. З 1 по 7 травня очолював правлячу хунту, поки не було сформовано уряд національного відродження на чолі з Антоніо Імберт Баррера.